# Эутимия
Эутимия — в психиатрии — нормальное, спокойное состояния рассудка пациента. Эпизоды эутимии характерны для альтернирующего течения  БАР (биполярного аффективного расстройства) и важны в его лечении.

## Этимология названия
Термин «эутимия» происходит от древнегреческих слов «ευ» (хороший) и «θυμός» (душа, настроение).

## Состояние эутимии
У пациентов с биполярным аффективным расстройством эутимия возникает обычно после аффективного эпизода при альтернирующем течении заболевания, тогда как при континуальном течении БАР они обычно отсутствуют. Однако и при ухудшении БАР можно с помощью терапии добиться установления длительных периодов эутимии.
В состоянии эутимии человек находится в психологическом благополучии. Он испытывает положительные эмоции, осознаёт смысл и цели жизни, осознаёт свою компетентность и личные достижения, вступает в качественные межличностные отношения.
В фазе эутимии пациент с БАР может критически оценивать перенесенный им аффективный эпизод.
Эутимия может быть достигнута и в рамкаж «одномерной» структуры, например, в случае депрессии, когда психика пациента наполняется положительными эмоциями и отдаляется от депрессивного состояния, и может рассматриваться как улучшение качества жизни в «двумерной» структуре, например, осознанная и наполненная смыслом  жизнь пациента, которую он ведёт независимо от «голосов в голове».

## Диагностика
Состояние эутимии можно определить по комплексу признаков:
1. отсутствие нарушений настроения, которые могут быть включены в диагностические рубрики (если у пациента в анамнезе присутствует расстройство настроения, у него должна быть полная ремиссия; если им переживаются грусть, беспокойство или раздражительность, они должны быть недолговечными и связанными с конкретными ситуациями, также не должны оказывать существенного влияния на повседневную жизнь);
2. пациент чувствует себя веселым, спокойным, активным, заинтересованным в разных вещах; во сне он восстанавливается и просыпается свежим и отдохнувшим;
3. пациент демонстрирует баланс и интеграцию психических сил, психологическую гибкость (в противовес ригидности), объединяющий взгляд на жизнь, который направляет действия и чувства, чтобы соответсттствующим образом формировать планы на будущее, также он демонстрирует устойчивость к стрессу, легко переносит беспокойство или разочарование.

## Значение эутимии
При лечении БАР выбор терапевтического подхода сильно зависит от того, находится пациент в фазе эутимии или в аффективном эпизоде (и в этом случае — от типа эпизода: мании или депрессии).
Основываясь на концепции эутимии, некоторые психиатры-исследователи настаивают, чтобы службы охраны психического здоровья концентрировались больше на лечении расстройств, которые создают препятствия на пути к состоянию эутимии и связанному с ней образу жизни, а не на пропаганде такого образа жизни напрямую (чем они обычно занимаются).